# Sanxian
El sanxian ((xinès), literalment "tres cordes") és un llaüt xinès. Té un llarg diapasó i el cos es fa tradicionalment de pell de serp estirada sobre un rectangle arrodonit ressonador. Es fabrica en diverses grandàries per a diferents propòsits i al segle xx també se'n va crear una versió de quatre cordes. El sanxian del nord és generalment més gros, amb uns 122 cm de longitud, mentre que les versions del sud de l'instrument són en general d'uns 95 cm de longitud.
El sanxian té un to sec, una mica com de percussió, i volum alt similar al del banjo. Les mides més grans tenen un rang de tres octaves. S'utilitza principalment com un instrument d'acompanyament, així com en conjunts i orquestres d'instruments tradicionals xinesos, tot i que també existeixen peces solistes i concerts. El sanxian es fa servir en conjunts de nanguan i Jiangnan Sizhu i molts altres conjunts populars i clàssics.

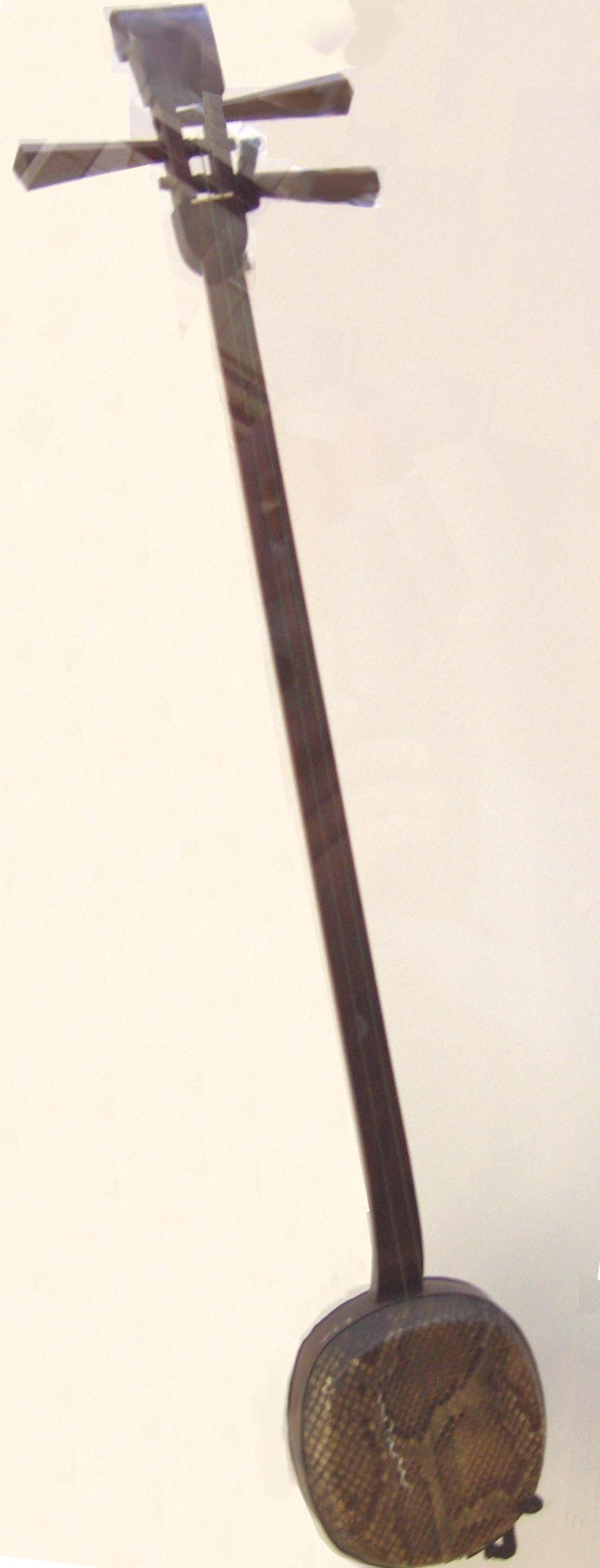
Un sanxian

Tradicionalment, l'instrument es toca amb un plectre prim i dur fet de banya d'animal, però avui la majoria dels músics utilitzen de plectre un plàstic (similar a un de la guitarra) o, alternativament, les ungles. Aquest ús dels dits per agafar l'instrument sovint comparteix amb la tècnica de la pipa i es fa servir més comunament en el rendiment de polzades sanxian arranjaments d'obres tradicionals escrites per a la pipa. Això permet que per pipa, com les tècniques de trémolo que s'utilitzaran. Altres tècniques per sanxian inclouen l'ús d'harmònics i colpejant la pell de l'instrument amb el plectre o l'ungla (comparable a la tècnica utilitzada per tocar dels japonesos al nord de Tsugaru-jamisen ').
Un instrument musical estretament relacionat és el shamisen del Japó, que es va originar a partir dels sanxian xinesos, però amb els quals generalment s'utilitza la pell de gat o gos, en comptes de pell de serp, per cobrir el ressonador. Encara més estretament relacionat, hi ha el sanshin de l'Illa d'Okinawa, que també es cobreix amb pell de serp. A més, el sanshin i el sanxian comparteixen una part del cos que consisteix en un quadrat arrodonit amb vores de fusta. En el japonès shamisen, el cos (sao) està format per quatre peces de fusta en lloc d'un. El vietnamita Djan tam és també molt similar al sanxian. A més del seu ús en la música xinesa tradicional i clàssica, alguns músics populars i de rock han utilitzat també el sanxian, sobretot el cantant He Yong.
Igual que el shamisen, el sanxian és un instrument particularment sensible a la humitat, encara que la pell de serp que es fa servir en el sanxian és més duradora que les membranes del shamisen. Per tant, emmagatzemar el sanxian en un ambient poc humit pot ajudar a allargar la vida de la pell de serp del ressonador. Molts músics posen gel de silici a la caixa de l'instrument per ajudar a mantenir-lo en el cas de quedar excessivament humit.

## Afinació
- Sanxian petit: A-d-a o d-a-d1, Longitud: 95 cm
- Sanxian gran: G-d-g, Longitud: 122 cm

## Músics coneguts que toquen elSanxian

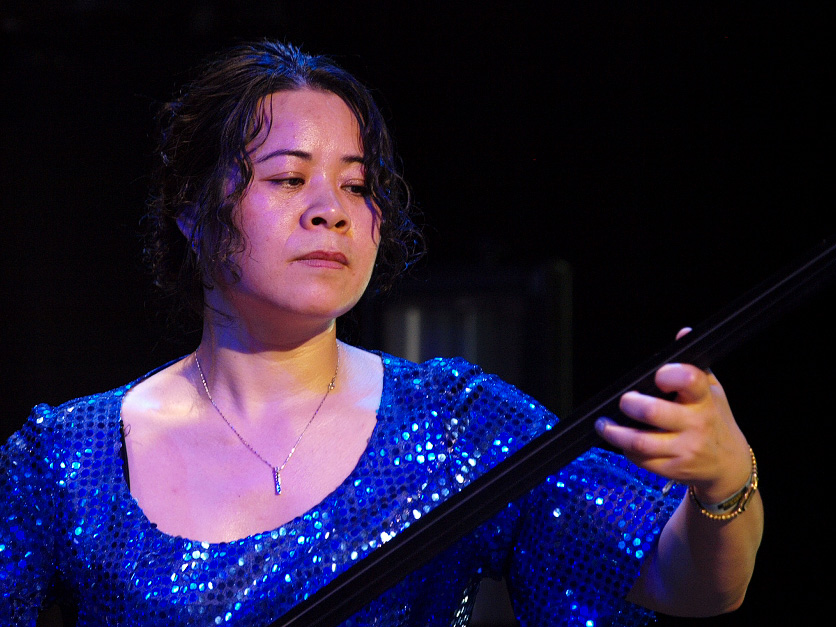
Xu Fengxia tocant un sanxian

- Li Yi
- Xu Fengxi
- Zhao Taisheng[3]